# Direct Connect
Direct Connect (DC) är ett protokoll för fildelning som bygger på att klienterna kopierar filer direkt mellan varandra (därav namnet Direct Connect, "direktuppkoppling"). Ursprungligen skapat av Jon Hess som numera driver företaget Neo-Modus vilka är ansvariga för distributionen av den officiella versionen av Direct Connect.
Protokollet som Direct Connect använder arbetar över TCP/IP och skickar all klient-server (och vice versa) information i ASCII-kod. Formatet är "<kommando> |", där man alltid börjar ett kommando med "$". Finns inget kommando angivet så tolkas det som ett massmeddelande och hamnar då i huvudchatten. All trafik sker genom servern förutom själva filöverföringen som sker mellan klienter (P2P). Direct Connect använder porten 411 som standard för all trafik mellan klient och server.
Förväxla inte Direct Connect med Connect:Direct.

## Funktion
För att använda Direct Connect krävs att man ansluter till ett Direct Connect-nav (hubb). Direct Connect-navet är en serverprogramvara som håller reda på användarna och deras IP-adresser, samt autentiserar dem, men sökning, listning och kopiering av filer sker direkt mellan klienterna.
Direct Connect-användaren delar med sig av filer på sin egen hårddisk. Men tekniken som sådan kräver inte att man delar för att kunna ansluta och tanka, men hubbarna ställer oftast upp krav på hur mycket man måste dela ut för att kunna logga in.  Beroende på hur mycket man delar ut, tillåts man komma in på olika hubbar. Beroende på var gränsen ligger, och hur många som är inne i just den hubben, får användaren en viss mängd data att söka ibland. Varje hubb har sina egna regler och operatörer. Den som bestämmer reglerna är ägaren av hubben. Kraven från många hubbar gör att DC är ett protokoll som främst används av mer aktiva fildelare.

## Klienter
Det finns många olika DC-klienter. Några av de populäraste är listade nedan.

### DC++
Detta program bygger på samma idé som Neo-Modus DC, men har öppen källkod och nya funktioner. Exempel på nya funktioner:
- Ingen reklam
- Förbättrad sökning
- Automatiskt meddelande när användaren är borta från datorn
- SFV-kontroll

Detta program favoriseras av många användare, och är ett måste i vissa hubbar.

### oDC & fulDC
oDC och fulDC är båda vidareutvecklingar av DC++. oDC utvecklades av Opera fram tills 2004 då utvecklingen lades ner. fulDC har i mångt och mycket kommit att ta över oDCs tidigare användarbas. Utvecklas ej mer.
- DC++:s funktioner
- Kan filtrera bort specifika filtyper
- Highlights
- Visning av total nedladdningstid (till exempel vid nedladdning av RAR-arkiv)
- Grafikbiblioteket.

### ShakesPeer
En klient för Mac OS X.

### Linux DC++
En portering av DC++ till Linux som använder GTK+.

### DC#
En klient främst för Linux, skriven i C#, som använder sig av GTK+. Har något mindre funktioner är DC++, men har ett trevligt gränssnitt.

## Server
Liksom klient-sidan finns det många olika programvaror för att starta en hubb.

### PtokaX
PtokaX är en gratis serverprogramvara för Direct Connect.

### YnHub
Gratis serverprogramvara för Direct Connect.